# 2012 a kriminalisztikában
Ez a lap 2012 jelentősebb bűnügyeit illetve azokkal kapcsolatos információkat sorol fel.
- január 25. – Magyarország: A Pécsi Törvényszék első fokon életfogytig tartó szabadságvesztésre ítélte Gere Ákost, aki 2009-ben lövöldözés közben megölt 1 embert és megsebesített három másikat a Pécsi Tudományegyetemen.[1]
- június 5. – Magyarország: A Pécsi Ítélőtábla megerősítette az első fokú bírói határozatot, és életfogytig tartó szabadságvesztésre ítélte a pécsi ámokfutóként elhíresült Gere Ákost.[2]
- július 7. – Magyarország: Pécsett, lakásának közelében meggyilkolták Bándy Kata rendőrségi pszichológust[3]

- október 11. – Magyarország: A Csongrád megyei Apátfalván egy Thomas Robert Bindberger nevű osztrák férfi szándékosan elgázolta az őt igazoltatni akaró rendőrjárőrt, Kenéz Imrét, aki a kórházba szállítás közben elhunyt.
- október 29. – Magyarország: A Somogy megyei Sántos mellett egy erdőben meggyilkolták Szita Bence 11 éves kisfiút.[4]